# Siderexport
Siderexport S.p.A. era una azienda italiana che operava nel settore siderurgico, essendo incaricata della vendita all'estero dei prodotti usciti dagli stabilimenti delle aziende del gruppo Finsider, quali ad esempio Italsider, Dalmine, Acciaierie di Terni, Tubificio Dalmine Italsider (Taranto), Tubi Ghisa (Cogoleto).

## Storia
Nasce il 18 marzo 1936 fondata da Siderurgica Commerciale (Gruppo IRI-Finsider) come ColSid - Coloniale Siderurgica S.A. con sede a Tripoli. Nello stesso anno realizza 56.5 milioni di fatturato, di cui oltre il 60% nell'Africa Orientale Italiana. Nel 1954 si trasforma in IFO - Immobiliare Finanziaria Oltremare S.p.A. per diventare Siderexport nel 1958. Nel 1961 forma un consorzio insieme a Saipem, Snamprogetti, Nuovo Pignone, Fiat, Magneti Marelli per la costruzione in Argentina di un oleodotto lungo 1700 km tra Santa Cruz e la provincia di Buenos Aires. Nel 1990 è parte di un consorzio che realizza un oleodotto in Iraq tra Bassora e Yanbu (Arabia Saudita). Il 9 marzo 1992 assume la denominazione di ILVA International S.p.A. che nel 1996 viene incorporata in ILVA Laminati Piani S.p.A..